# Châtelet (stad)
Châtelet (Waals: Tcheslet) is een stad in de Belgische provincie Henegouwen. De stad telt ruim 35.000 inwoners. Châtelet ligt aan de Samber, in de stedelijke rand rond Charleroi, waarvan het door de ringweg R3 wordt gescheiden.

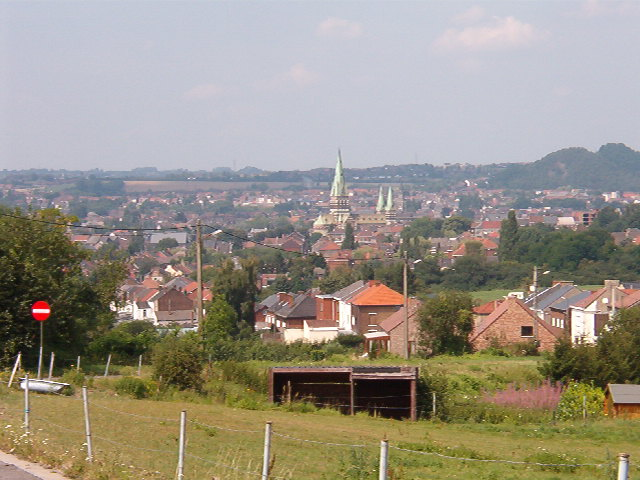
Zicht op Châtelet.

## Kernen
Naast Châtelet zelf, ten zuiden van de Samber, zijn er het eveneens sterk verstedelijkte Châtelineau aan de noordelijke oever van de Samber. Het nog iets landelijker Bouffioulx ligt net ten zuiden van Châtelet. De stadskern zelf telt verschillende wijken, waaronder Boubier en Faubourg. In Châtelineau liggen onder meer de wijken Taillis Pré en Corbeau.

### Deelgemeenten
| # | Naam        | Opp. (km²) | Inwoners (2020) | Inwoners per km² | NIS-code |
| - | ----------- | ---------- | --------------- | ---------------- | -------- |
| 1 | Châtelet    | 11,57      | 13.807          | 1.193            | 52012A   |
| 2 | Châtelineau | 7,65       | 16.925          | 2.213            | 52012B   |
| 3 | Bouffioulx  | 8,14       | 4.927           | 605              | 52012C   |

### Overige kernen
In het zuiden van Bouffioulx ligt het gehucht Chamborgneau.

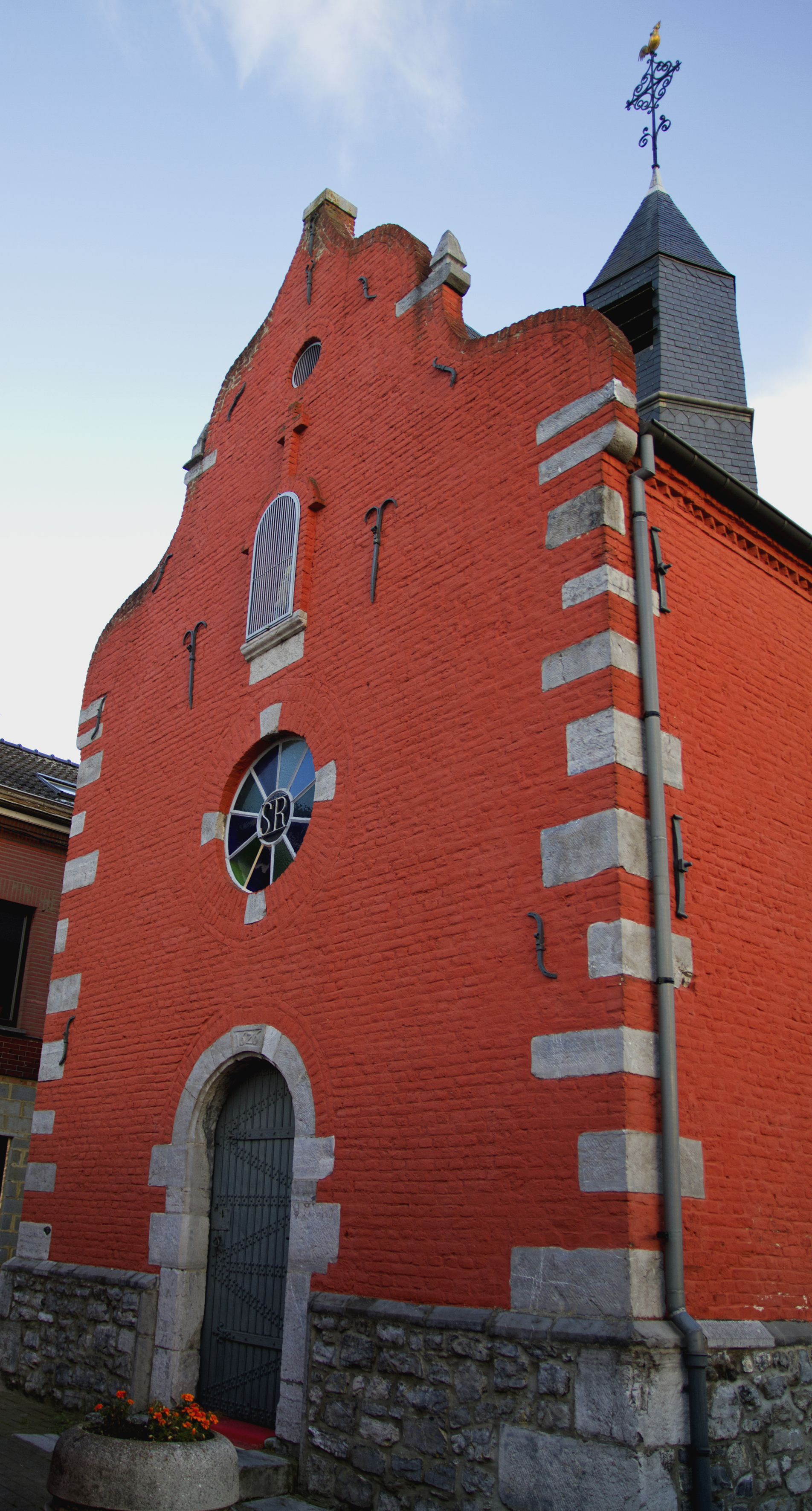
Sint-Rochuskapel

## Geschiedenis
Op het grondgebied van Châtelet is prehistorische bewoning vastgesteld. De Samber was er doorwaardbaar en in de nabijheid werd silex gewonnen. Tijdens de Romeinse tijd passeerde de veel gebruikte heirbaan tussen Boulogne en Keulen er, wat de functie van verkeersknooppunt versterkte. Onder de Karolingen moet het gebied deel zijn geweest van de villa van Pont-de-Loup, die in 840 door Lodewijk de Vrome werd geschonken aan zijn medewerker Ekkard. De eerste vermelding van de naam Châtelet vinden we wanneer in 1133 sprake is van een zekere Allard de Châtelet (Castilino).
Tegen de 12e eeuw was het dorp in handen gekomen van het Sint-Lambertuskapittel, wiens rechten in 1143 werden bevestigd door een bul van paus Innocentius II. Er ontstond een machtsstrijd tussen het kapittel en lokale heren die zich wellicht de titel van advocatus aanmaten. Het conflict werd in 1220 beslecht door het Tribunal de la Paix, waarbij Walter van Fontaine een keure uitvaardigde die Châtelet de status van vrijheid schonk. De lagere rechtspraak werd toevertrouwd aan een schepenbank. In 1233 verkocht Walter van Fontaine de avouerie Châtelet aan het Sint-Lambertuskapittel. Daarmee kwam deze helemaal in handen van het prinsbisdom Luik. Aan de overkant op de linkeroever van de Samber begon het graafschap Namen.
Châtelet beschikte over een van de weinige bruggen over de Samber en werd de voornaamste plaats van Tussen-Samber-en-Maas, waar met Thuin nog een tweede Luikse stad lag. Het bestuur van Châtelet lag in handen van de schepenen, een maïeur en twee bourgmestres, maar zij functioneerden onder het gezag van de in Luik aangeduide baljuw. Er kwamen gilden, kermissen en in de 15e eeuw een halle. Door de brug passeerde er veel krijgsvolk en kende de stad plunderingen in 1408, 1430, 1457 en 1578. Bij die laatste gelegenheid werd de stad, ondanks de Luikse neutraliteit, ingenomen door Don Juan van Oostenrijk. Men besloot toen een eerste stadsmuur op te trekken, wat pas in 1597 werd gerealiseerd. In 1693 werden de omwallingen alweer ontmanteld omdat ze als een bedreiging werden gezien voor een nieuwe vesting die Châtelet zou overvleugelen: Charleroi. 
Nochtans was Châtelet in 1652 opgenomen onder de 23 Goede Steden van Luik, waarvan ook het lokale perroen getuigde. De stad telde twee goede scholen, opgericht door de recolletten (1615) en door de dominicanessen (1626). In dat laatste jaar werd ook de Sint-Rochuskapel gesticht, na een zoveelste pestepidemie. Ze was gewijd aan de pestheilige Rochus van Montpellier en werd het centrum van een folkloremars (op de zondag na Hemelvaart).
In de Franse tijd werd Châtelet deel van het departement Jemappes, dat in 1815 muteerde tot de provincie Henegouwen. Vanaf 1825 werd de Samber gekanaliseerd en in 1850 omgeleid. In de 19e eeuw kende Châtelet een explosieve bevolkingsgroei aangedreven door industriële ontwikkeling. De huizen en straten in het centrum dateren voor een groot deel uit de jaren 1850-1900. De koolmijnen, hoogovens en walserijen zijn in de 20e eeuw weer gesloten.

## Demografische ontwikkeling

### Demografische ontwikkeling voor de fusie
- Bron:NIS - Opm:1831 t/m 1970=volkstellingen; 1976= inwoneraantal op 31 december

### Demografische ontwikkeling van de fusiegemeente
Alle historische gegevens hebben betrekking op de huidige gemeente, inclusief deelgemeenten, zoals ontstaan na de fusie van 1 januari 1977.
- Bronnen:NIS, Opm:1831 tot en met 1981=volkstellingen; 1990 en later= inwonertal op 1 januari

| Inwoners van jaar tot jaar op 1 januari 1992 tot heden | Inwoners van jaar tot jaar op 1 januari 1992 tot heden | Inwoners van jaar tot jaar op 1 januari 1992 tot heden |
| jaar                                                   | Aantal                                                 | Evolutie: 1992=index 100                               |
| ------------------------------------------------------ | ------------------------------------------------------ | ------------------------------------------------------ |
| 1992                                                   | 36.688                                                 | 100,0                                                  |
| 1993                                                   | 36.443                                                 | 99,3                                                   |
| 1994                                                   | 36.485                                                 | 99,4                                                   |
| 1995                                                   | 36.190                                                 | 98,6                                                   |
| 1996                                                   | 36.014                                                 | 98,2                                                   |
| 1997                                                   | 35.819                                                 | 97,6                                                   |
| 1998                                                   | 35.673                                                 | 97,2                                                   |
| 1999                                                   | 35.542                                                 | 96,9                                                   |
| 2000                                                   | 35.452                                                 | 96,6                                                   |
| 2001                                                   | 35.338                                                 | 96,3                                                   |
| 2002                                                   | 35.276                                                 | 96,2                                                   |
| 2003                                                   | 35.269                                                 | 96,1                                                   |
| 2004                                                   | 35.538                                                 | 96,9                                                   |
| 2005                                                   | 35.475                                                 | 96,7                                                   |
| 2006                                                   | 35.621                                                 | 97,1                                                   |
| 2007                                                   | 35.813                                                 | 97,6                                                   |
| 2008                                                   | 35.759                                                 | 97,5                                                   |
| 2009                                                   | 35.884                                                 | 97,8                                                   |
| 2010                                                   | 36.050                                                 | 98,3                                                   |
| 2011                                                   | 36.084                                                 | 98,4                                                   |
| 2012                                                   | 36.196                                                 | 98,7                                                   |
| 2013                                                   | 36.319                                                 | 99,0                                                   |
| 2014                                                   | 36.390                                                 | 99,2                                                   |
| 2015                                                   | 36.439                                                 | 99,3                                                   |
| 2016                                                   | 36.463                                                 | 99,4                                                   |
| 2017                                                   | 36.350                                                 | 99,1                                                   |
| 2018                                                   | 36.101                                                 | 98,4                                                   |
| 2019                                                   | 35.903                                                 | 97,9                                                   |
| 2020                                                   | 35.668                                                 | 97,2                                                   |
| 2021                                                   | 35.567                                                 | 96,9                                                   |
| 2022                                                   | 35.527                                                 | 96,8                                                   |
| 2023                                                   | 35.512                                                 | 96,8                                                   |
| 2024                                                   | 35.595                                                 | 97,0                                                   |
| 2025                                                   | 35.979                                                 | 98,1                                                   |

## Bezienswaardigheden

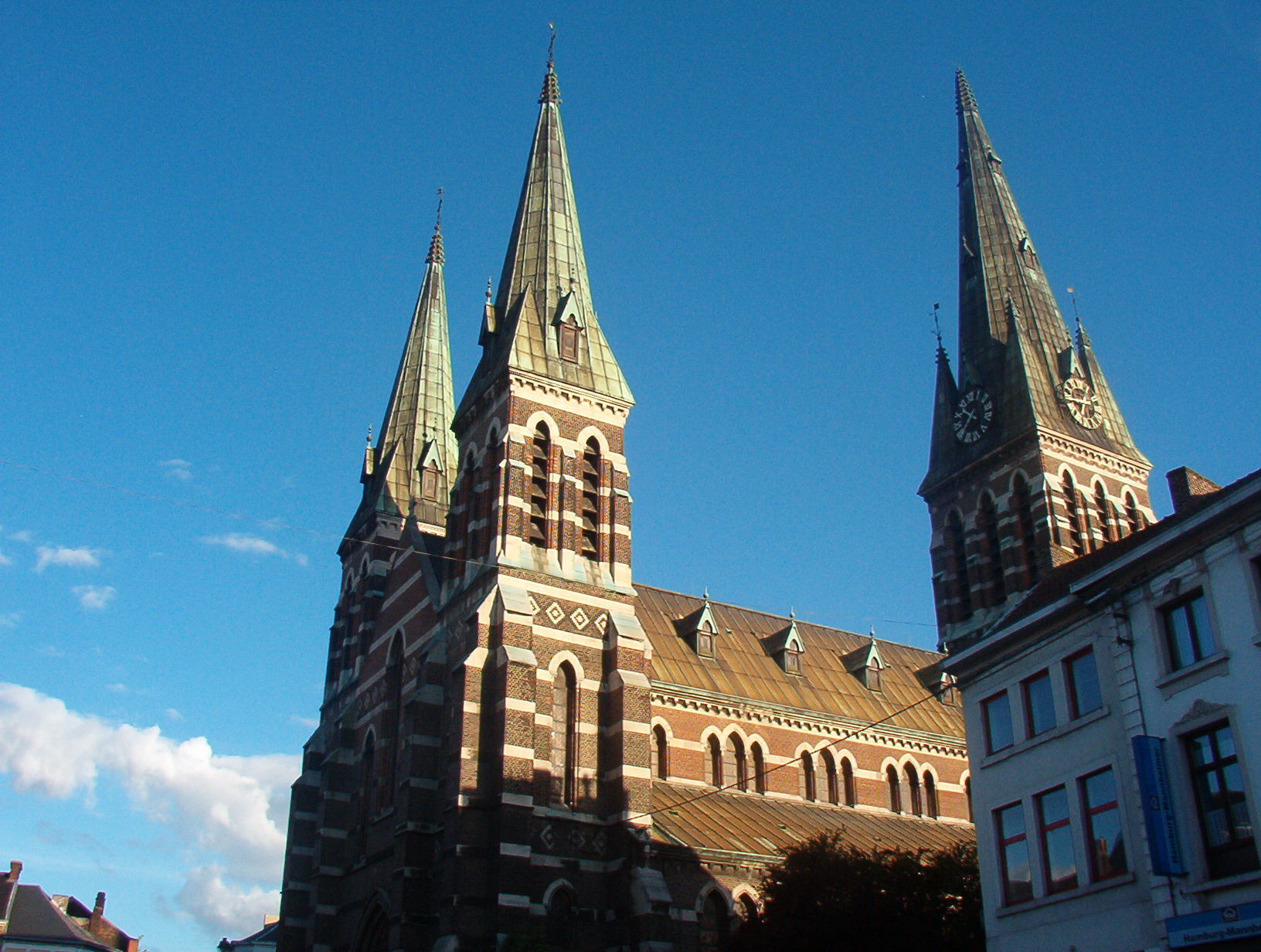
Église des Saints-Pierre et Paul.

- De Église des Saints-Pierre et Paul, 19e eeuw

## Politiek

### Resultaten gemeenteraadsverkiezingen sinds 1976
| Partij               | Partij                             | 10-10-1976 | 10-10-1976 | 10-10-1982 | 10-10-1982 | 9-10-1988 | 9-10-1988 | 9-10-1994 | 9-10-1994 | 8-10-2000 | 8-10-2000 | 8-10-2006 | 8-10-2006 | 14-10-2012 | 14-10-2012 | 14-10-2018 | 14-10-2018 | 13-10-2024 | 13-10-2024 |
| Stemmen / Zetels     | Stemmen / Zetels                   | %          | 33         | %          | 33         | %         | 33        | %         | 33        | %         | 33        | %         | 33        | %          | 33         | %          | 33         | %          | 33         |
| -------------------- | ---------------------------------- | ---------- | ---------- | ---------- | ---------- | --------- | --------- | --------- | --------- | --------- | --------- | --------- | --------- | ---------- | ---------- | ---------- | ---------- | ---------- | ---------- |
|                      | PS                                 | 62,02      | 24         | 58,93      | 22         | 55,2      | 21        | 48,21     | 19        | 55,76     | 21        | 50,55     | 20        | 54,31      | 22         | 48,66      | 21         | 50,18      | 19         |
|                      | PSC1 / CDH2 / MoDem3/ Les Engagés4 | 19,441     | 7          | 17,991     | 6          | 19,531    | 7         | 22,41     | 8         | 14,791    | 5         | 13,772    | 4         | 10,782     | 3          | 6,793      | 2          | 9,614      | 2          |
|                      | PRL1 / PRL-MCC2 / MR3/ MR+4        | 4,271      | 0          | 13,291     | 4          | 9,971     | 3         | 9,131     | 2         | 9,482     | 2         | 11,123    | 3         | 10,993     | 3          | 12,183     | 4          | 20,894     | 7          |
|                      | ECOLO                              | -          |            | -          |            | 9,58      | 2         | 7,67      | 2         | 12,54     | 4         | 10,96     | 3         | 9,07       | 3          | 9,24       | 3          | -          |            |
|                      | Pour Chatelet1/ Votre Voix2        | -          |            | -          |            | -         |           | -         |           | -         |           | -         |           | 4,151      | 0          | 5,801      | 1          | 4,852      | 1          |
|                      | DéFI                               | -          |            | -          |            | -         |           | -         |           | -         |           | -         |           | -          |            | 5,63       | 1          | -          |            |
|                      | La Droite                          | -          |            | -          |            | -         |           | -         |           | -         |           | -         |           | -          |            | 4,42       | 1          | -          |            |
|                      | ICC                                | -          |            | -          |            | -         |           | -         |           | -         |           | -         |           | 5,29       | 1          | -          |            | -          |            |
|                      | LEPEN                              | -          |            | -          |            | -         |           | -         |           | -         |           | -         |           | 5,41       | 1          | -          |            | -          |            |
|                      | Front-Nat.                         | -          |            | -          |            | -         |           | -         |           | -         |           | 9,8       | 3         | -          |            | -          |            | -          |            |
|                      | VIVANT                             | -          |            | -          |            | -         |           | -         |           | 5,13      | 1         | -         |           | -          |            | -          |            | -          |            |
|                      | PTB1 / PTB-PCB                     | -          |            | -          |            | 0,941     | 0         | 4,11B     | 0         | 2,31      | 0         | -         |           | -          |            | -          |            | 14,471     | 4          |
|                      | PCB1 / PC2 / PTB-PCB               | 4,61       | 0          | 4,931      | 1          | 4,792     | 0         | 4,11B     | 0         | -         |           | -         |           | -          |            | -          |            | -          |            |
|                      | UDC                                | -          |            | -          |            | -         |           | 8,49      | 2         | -         |           | -         |           | -          |            | -          |            | -          |            |
|                      | RW                                 | 9,67       | 2          | -          |            | -         |           | -         |           | -         |           | -         |           | -          |            | -          |            | -          |            |
| Anderen(*)           | Anderen(*)                         | -          |            | 4,86       | 0          | -         |           | -         |           | -         |           | 3,81      | 0         | -          |            | 7,27       | 0          | -          |            |
| Totaal stemmen       | Totaal stemmen                     | 21442      | 21442      | 21108      | 21108      | 20448     | 20448     | 19961     | 19961     | 20456     | 20456     | 21439     | 21439     | 20915      | 20915      | 21073      | 21073      | 19687      | 19687      |
| Opkomst %            | Opkomst %                          |            |            |            |            | 91,35     | 91,35     | 90,62     | 90,62     | 89,84     | 89,84     | 90,01     | 90,01     | 85,12      | 85,12      | 85,41      | 85,41      | 79,32      | 79,32      |
| Blanco en ongeldig % | Blanco en ongeldig %               | 4,44       | 4,44       | 6,36       | 6,36       | 6,76      | 6,76      | 8,05      | 8,05      | 8,57      | 8,57      | 7,28      | 7,28      | 8,69       | 8,69       | 12,02      | 12,02      | 9,53       | 9,53       |

(*) 1982: MRW (2,44%), UDRT (2,42%) / 2006: FNationale (3,81%) / 2018: Agir (3,587%), RC (3,69%)

## Sport
Voetbalclub Châtelet-Farciennes SC is aangesloten bij de KBVB en speelt sinds 2014 in de nationale reeksen. Entente Châtelet speelt in de provinciale reeksen en ontstond in 2012 uit de fusie van Entente Presloise en FC Standard de Châtelet.

## Bekende inwoners
De Belgische surrealistische schilder René Magritte liep school in Châtelet (begin 20e eeuw).

### Geboren
- Pierre Paulus (1881-1959), kunstschilder
- Désiré Desellier (1885 - 1942), politicus
- Joël Robert (1943 - 2021), motocrosser (meervoudig wereld- en Belgisch kampioen)
- Robert Cogoi (1939-2022), zanger